# Campeonato Mundial de Piragüismo en Aguas Tranquilas de 1999
El XXX Campeonato Mundial de Piragüismo en Aguas Tranquilas se celebró en Milán (Italia) entre el 24 y el 29 de agosto de 1999 bajo la organización de la Federación Internacional de Piragüismo (ICF) y la Federación Italiana de Piragüismo.
Las competiciones se realizaron en el canal de piragüismo ubicado en el lago Idroscalo.

## Medallistas

### Masculino
| Evento    | Oro                                                                                | Plata                                                                       | Bronce                                                                         |
| --------- | ---------------------------------------------------------------------------------- | --------------------------------------------------------------------------- | ------------------------------------------------------------------------------ |
| K1 200 m  | Mijail Kolganov Israel                                                             | Olexi Slivinski · Ucrania                                                   | Ronald Rauhe · Alemania                                                        |
| K2 200 m  | Vince Fehérvári · Róbert Hegedűs · Hungría                                         | Roman Zarubin · Alexandr Ivanik · Rusia                                     | Marek Twardowski · Adam Wysocki · Polonia                                      |
| K4 200 m  | Vince Fehérvári · Gyula Kajner · István Beé · Róbert Hegedűs · Hungría             | Marek Twardowski · Adam Wysocki · Piotr Markiewicz · Paweł Łakomy · Polonia | Anatoli Tishchenko · Andrei Shchegolijin · Oleg Gorobi · Vitali Gankin · Rusia |
| K1 500 m  | Ákos Vereckei · Hungría                                                            | Petar Merkov Bulgaria                                                       | Grzegorz Kotowicz · Polonia                                                    |
| K2 500 m  | Marek Twardowski · Adam Wysocki · Polonia                                          | Botond Storcz · Gábor Horváth · Hungría                                     | Daniel Collins Andrew Trim Australia                                           |
| K4 500 m  | Torsten Gutsche · Mark Zabel · Björn Bach · Stefan Ulm · Alemania                  | Andrei Tissin · Vitali Gankin · Alexandr Ivanik · Roman Zarubin · Rusia     | Zoltán Kammerer · Botond Storcz · Gábor Horváth · Ákos Vereckei · Hungría      |
| K1 1000 m | Lutz Liwowski · Alemania                                                           | Knut Holmann · Noruega                                                      | Torsten Tranum Dinamarca                                                       |
| K2 1000 m | Michal Riszdorfer · Juraj Bača · Eslovaquia                                        | Marek Twardowski · Adam Wysocki · Polonia                                   | Jan Schäfer · Olaf Winter · Alemania                                           |
| K4 1000 m | Zoltán Kammerer · Botond Storcz · Gábor Horváth · Ákos Vereckei · Hungría          | Torsten Gutsche · Mark Zabel · Björn Bach · Stefan Ulm · Alemania           | Sorin Petcu · Vasile Curuzan · Marian Sîrbu · Romică Șerban · Rumania          |
| C1 200 m  | Maxim Opalev · Rusia                                                               | Martin Doktor · República Checa                                             | Slavomír Kňazovický · Eslovaquia                                               |
| C2 200 m  | Konstantin Fomichov · Alexandr Artemida · Rusia                                    | Daniel Jędraszko · Paweł Baraszkiewicz · Polonia                            | Thomas Zereske · Christian Gille · Alemania                                    |
| C4 200 m  | Roman Krugliakov · Vladimir Ladosha · Konstantin Fomichov · Andrei Kabanov · Rusia | Petr Procházka · Jan Břečka · Petr Fuksa · Karel Kožíšek · República Checa  | Mitică Pricop · Ionel Averian · Gheorghe Andriev · Florin Popescu · Rumania    |
| C1 500 m  | Maxim Opalev · Rusia                                                               | Martin Doktor · República Checa                                             | Andreas Dittmer · Alemania                                                     |
| C2 500 m  | Daniel Jędraszko · Paweł Baraszkiewicz · Polonia                                   | Imre Pulai · Ferenc Novák · Hungría                                         | Alexandr Kovaliov · Alexandr Kostoglod · Rusia                                 |
| C4 500 m  | Roman Krugliakov · Vladimir Ladosha · Konstantin Fomichov · Andrei Kabanov · Rusia | Mitică Pricop · Ionel Averian · Gheorghe Andriev · Florin Popescu · Rumania | Yannick Lavigne Jean-Gilles Grare Mathieu Goubel Sylvain Hoyer Francia         |
| C1 1000 m | Maxim Opalev · Rusia                                                               | Andreas Dittmer · Alemania                                                  | Martin Doktor · República Checa                                                |
| C2 1000 m | Alexandr Kovaliov · Alexandr Kostoglod · Rusia                                     | Ibrahim Rojas Blanco · Leobaldo Pereira Pulido · Cuba                       | Patrick Schulze · Peter John · Alemania                                        |
| C4 1000 m | Ignat Kovaliov · Konstantin Fomichov · Alexei Volkonski · Andrei Kabanov · Rusia   | Mitică Pricop · Ionel Averian · Iosif Anisim · Șamil Grigore · Rumania      | Csaba Horváth · Béla Belicza · Aron Gajarszki · György Kozmann · Hungría       |

### Femenino
| Evento    | Oro                                                                    | Plata                                                                           | Bronce                                                                         |
| --------- | ---------------------------------------------------------------------- | ------------------------------------------------------------------------------- | ------------------------------------------------------------------------------ |
| K1 200 m  | Caroline Brunet · Canadá                                               | Josefa Idem · Italia                                                            | Rita Kőbán · Hungría                                                           |
| K2 200 m  | Izaskun Aramburu Balda · Beatriz Manchón Portillo · España             | Beata Sokołowska · Aneta Pastuszka · Polonia                                    | Éva Dónusz · Éva Laky · Hungría                                                |
| K4 200 m  | Katalin Kovács · Erzsébet Viski · Szilvia Szabó · Rita Kőbán · Hungría | Natalia Guli · Olga Tishchenko · Tatiana Tishchenko · Galina Poryvayeva · Rusia | Beata Sokołowska · Aneta Pastuszka · Agata Piszcz · Aneta Michalak · Polonia   |
| K1 500 m  | Caroline Brunet · Canadá                                               | Josefa Idem · Italia                                                            | Rita Kőbán · Hungría                                                           |
| K2 500 m  | Beata Sokołowska · Aneta Pastuszka · Polonia                           | Caroline Brunet · Karen Furneaux · Canadá                                       | Katalin Kovács · Szilvia Szabó · Hungría                                       |
| K4 500 m  | Katalin Kovács · Erzsébet Viski · Szilvia Szabó · Rita Kőbán · Hungría | Birgit Fischer · Anett Schuck · Manuela Mucke · Katrin Wagner · Alemania        | Beata Sokołowska · Aneta Pastuszka · Joanna Skowroń · Aneta Michalak · Polonia |
| K1 1000 m | Caroline Brunet · Canadá                                               | Josefa Idem · Italia                                                            | Katalin Kovács · Hungría                                                       |
| K2 1000 m | Anna Wood Katrin Borchert Australia                                    | Manuela Mucke · Katrin Wagner · Alemania                                        | Kinga Bóta · Andrea Barócsi · Hungría                                          |

## Medallero
| Núm. | País            | Oro | Plata | Bronce | Total |
| ---- | --------------- | --- | ----- | ------ | ----- |
| 1    | Rusia           | 8   | 3     | 2      | 13    |
| 2    | Hungría         | 6   | 2     | 8      | 16    |
| 3    | Polonia         | 3   | 4     | 4      | 11    |
| 4    | Canadá          | 3   | 1     | 0      | 4     |
| 5    | Alemania        | 2   | 4     | 5      | 11    |
| 6    | Australia       | 1   | 0     | 1      | 2     |
| 6    | Eslovaquia      | 1   | 0     | 1      | 2     |
| 8    | España          | 1   | 0     | 0      | 1     |
| 8    | Israel          | 1   | 0     | 0      | 1     |
| 10   | República Checa | 0   | 3     | 1      | 4     |
| 11   | Italia          | 0   | 3     | 0      | 3     |
| 12   | Rumania         | 0   | 2     | 2      | 4     |
| 13   | Bulgaria        | 0   | 1     | 0      | 1     |
| 13   | Cuba            | 0   | 1     | 0      | 1     |
| 13   | Noruega         | 0   | 1     | 0      | 1     |
| 13   | Ucrania         | 0   | 1     | 0      | 1     |
| 17   | Dinamarca       | 0   | 0     | 1      | 1     |
| 17   | Francia         | 0   | 0     | 1      | 1     |
|      | TOTAL           | 26  | 26    | 26     | 78    |